# Tipsy B
El Tipsy B fue un pequeño monoplano deportivo biplaza diseñado por Ernest Oscar Tips y construido tanto en Bélgica como en el Reino Unido. Se construyeron 42 unidades, y algunas siguen en vuelo.

## Diseño y desarrollo

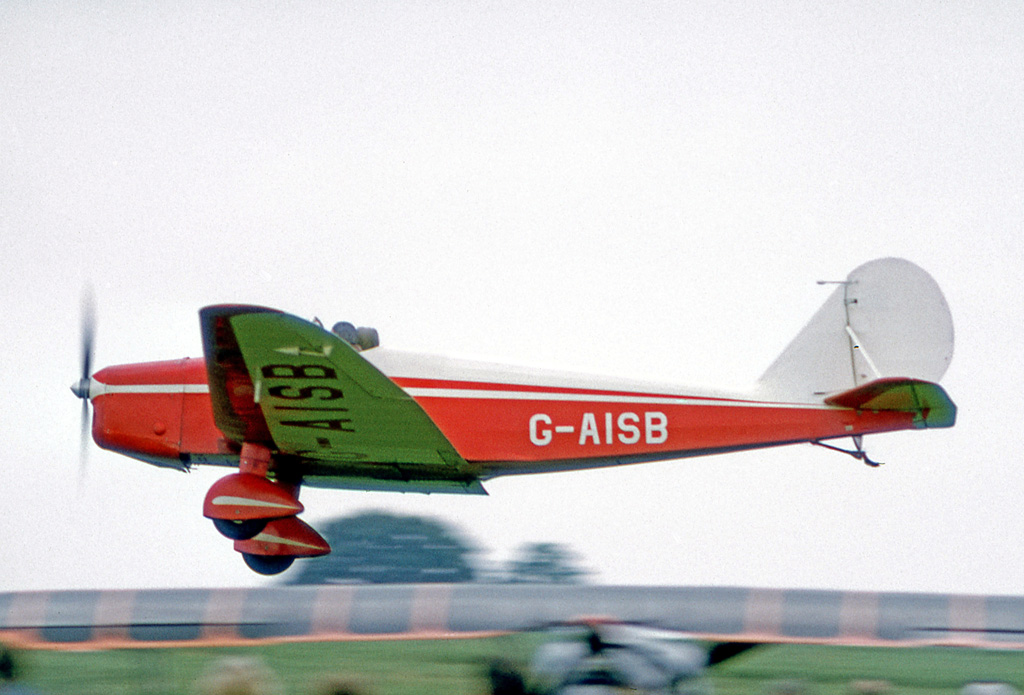
Tipsy B Series 1 construido en el Reino Unido, después de la guerra.

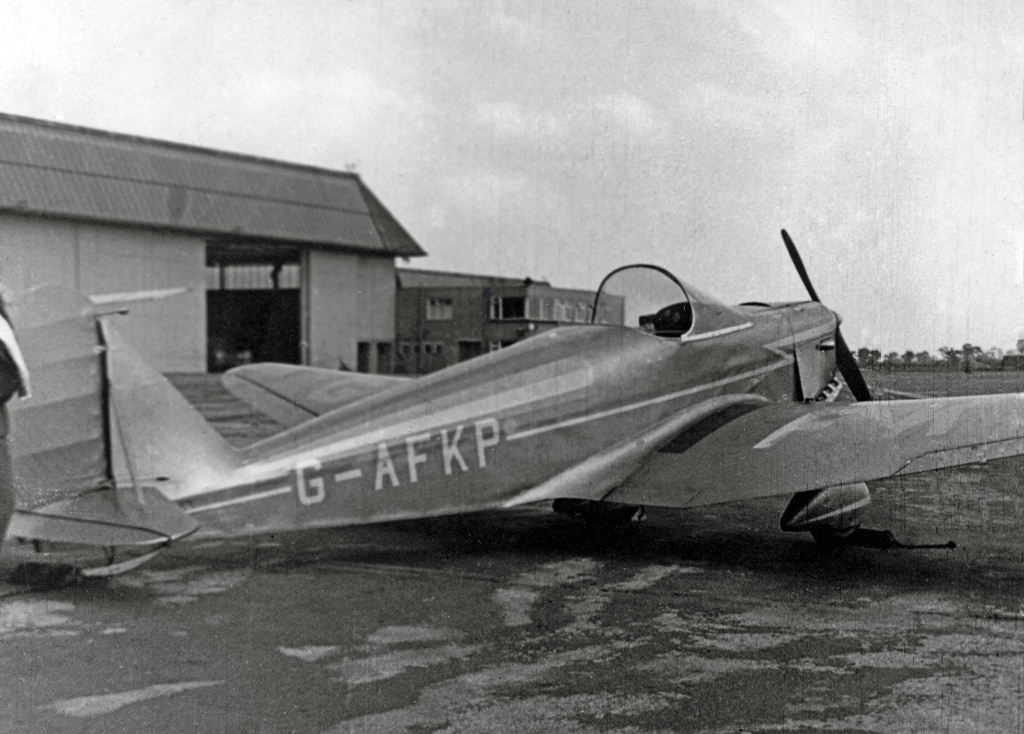
El Tipsy Trainer 1, construido en el Reino Unido en 1938, en el aeropuerto de Mánchester (Ringway) en 1949. Este avión, que viajó mucho, se perdió en un accidente en Sudán en 1952.

Avions Fairey, la filial belga de Fairey Aviation Company, se fundó entre 1930 y 1931 para producir los aviones Fairey Fox y Firefly IIM para la Fuerza Aérea Belga. Una vez iniciada la producción de los aviones militares, su director, Ernest Oscar Tips, se dedicó a diseñar y construir sus propios aviones ligeros, primero los monoplazas Tipsy S y S.2 en 1935, y luego el biplaza Tipsy B. Aunque este último era de mayor tamaño, ambos tipos de aeronaves tenían mucho en común: ambos eran monomotores de ala baja en cantilever, con alas trapezoidales en los bordes de salida. Sin embargo, en detalle, las formas en planta de ambos aviones eran diferentes. Ambos fueron construidos en Bélgica por Avions Fairey y en el Reino Unido bajo licencia.
El Tipsy B era una máquina con estructura de madera, recubierta con una mezcla de contrachapado y lona. El ala contaba con un larguero principal de sección en I, de aproximadamente un cuarto de la cuerda, y un larguero de cajón auxiliar trasero. Estos estaban unidos por un arriostramiento piramidal diagonal rígido. Se utilizó un revestimiento de contrachapado sujeto a esfuerzos desde el larguero principal hacia adelante, y el resto del ala estaba recubierto con tela sobre costillas de madera. El borde de ataque era casi recto, y el borde de salida recto, pero con una marcada flecha hacia adelante, excepto en la sección central. Los alerones diferenciales se ubicaban en la sección trapezoidal, por lo que su línea de articulación también tenía una marcada flecha hacia adelante.
El fuselaje de lados planos tenía cuatro larguerillos de abeto y estaba recubierto de contrachapado, excepto por una cubierta redondeada. La altura de la cubierta detrás de la cabina dependía de si la acomodación eran abierta o cerrada. El Tipsy B tenía una cabina abierta, con asientos prácticamente uno al lado del otro, en el sentido de que los asientos estaban ligeramente escalonados a proa y a popa para minimizar el ancho del fuselaje, con el asiento izquierdo unos 20 cm más adelantado. El Tipsy Bc tenía la misma disposición de asientos, pero encerrados bajo una cubierta de rodoide (acetato de celulosa), integrada en el fuselaje por detrás mediante una cubierta mucho más alta. Algunos Tipsy B contaban con un parabrisas asimétrico formado a partir de una sola lámina de rodoide, con su borde libre más adelantado a la izquierda para adaptarse a los asientos desplazados, pero los parabrisas simétricos se hicieron comunes. Se instalaron controles duales. La columna de control estaba en la línea media entre los asientos, con una extensión horizontal que podía girar en cualquier posición. Un motor Walter Mikron de cuatro cilindros en línea invertido de 45 kW (60 hp) movía una hélice bipala.
El empenaje era casi triangular y estaba construido como parte integral del fuselaje. El timón, recubierto de tela, era redondeado y se desplazaba entre los elevadores separados, que, junto con el plano de cola, formaban una elíptica. Como resultado, las bisagras del elevador, al igual que las de los alerones, estaban muy inclinadas hacia adelante. El plano de cola estaba arriostrado al empenaje, cerca del codillo del timón, mediante un par de soportes. Contaba con un largo patín de cola. El tren de aterrizaje principal contaba con dos horquillas cantilever con suspensión de caucho en compresión, patas y ruedas carenadas.
El 8 de mayo de 1937, el Tipsy B realizó su primer vuelo desde el aeródromo de la fábrica Avions Fairey en Gosselies, cerca de Charleroi, con A.J. Eyskens a los mandos. Una semana más tarde, el Tipsy fue mostrado en el Reino Unido en el aeródromo Great West. El 5 de junio de 1937, se fundó la Tipsy Light Aircraft Company de London Air Park, Hanworth, para construir el Tipsy B bajo licencia.
En total, se construyeron veinticuatro aviones Tipsy B y Bc en Avions Fairey antes de la invasión alemana de Bélgica durante la Segunda Guerra Mundial. Aproximadamente ocho tenían cabinas abiertas (Tipsy B) y el resto eran cerradas (Tipsy Bc).
El Tipsy parece haber sido, en general, un buen avión de vuelo, pero, al igual que otras aeronaves con extremos de ala puntiagudos, su comportamiento a baja velocidad podía ser implacable, dejando caer un ala en pérdida sin previo aviso. Algunos de estos problemas se solucionaron durante la producción británica.
El cuarto avión británico fue el primero en ser modificado. Para mejorar su comportamiento en pérdida, se le añadió un ala reforzada con alabeo negativo en las puntas, de modo que esta parte del ala no entrara en pérdida primero, y se añadieron flaps de cambio de curvatura a la sección central recta para retrasar la pérdida. Para satisfacer las preocupaciones de aeronavegabilidad británica sobre el flameo en las superficies de control, todas fueron compensadas por masa. El timón de dirección era externo, proyectándose desde su borde de ataque justo por encima de la punta del empenaje. El elevador también se revisó a una sola unidad con una bisagra y un borde de salida rectos, y la parte inferior del timón se recortó ligeramente para permitir su movimiento. Los Tipsy británicos posteriores incluyeron estos cambios, y a partir del sexto avión también incorporaron slots de tipo buzón fijos.
En agosto de 1938, durante las pruebas del Certificado de Aeronavegabilidad en Martlesham Heath, surgieron dudas sobre la autoridad del timón, por lo que Tipsy Light Aircraft añadió un 18 % al área del mismo, lo que permitió obtener la certificación. En ese momento, el nombre de la aeronave cambió de Tipsy B a Tipsy Trainer. El noveno avión fue aprobado con un aumento de peso total en 544 kg, y a partir de entonces el nombre se revisó a Tipsy Trainer 1.
En total, Tipsy Light Aircraft construyó dieciocho aviones, todos con cabinas abiertas. Los tres últimos se completaron después de la guerra; el último ejemplar voló por primera vez en abril de 1948.

## Historia operacional
Los aviones construidos por Avions Fairey volaron con propietarios privados y clubes en Bélgica, Reino Unido, Suecia, Francia y Suiza. En 1937, el prototipo tuvo la inusual distinción de servir como premio de una tómbola, pero se estrelló poco después. En 1940, el segundo aparato escapó a Inglaterra, sirvió con la RAF en la guerra y posteriormente se convirtió en el prototipo del Tipsy Belfair. Muchos fueron destruidos durante la guerra, pero al menos seis volaron después. El patrón de propiedad de los aviones de fabricación británica fue similar: uno fue a la India y posteriormente sirvió allí con la RAF. Doce de los aviones británicos de preguerra sobrevivieron a la guerra, aunque dos no volvieron a volar. Un aparato de posguerra fue a Finlandia y otro a Bélgica.

## Variantes
Tipsy B
Versión inicial de cabina abierta.
Tipsy Bc
Versión inicial con cabina cerrada.
Tipsy Trainer
Construido en el Reino Unido con superficies de control compensadas por masa, slots, flaps, elevador único y timón agrandado.
Tipsy Trainer 1
Como el Tipsy Trainer, con aumento de peso total.

## Supervivientes
Tres de los Tipsy Trainer fabricados en el Reino Unido seguían volando en 2008/2009: el G-AFWR, el G-AISB y el OO-EOT. Un avión de fabricación belga se exhibe en el Svenidos Bil-Och Flygmuseum de Sloinge, Suecia.

## Especificaciones (Tipsy B)
Referencia datos: 

### Características generales
- Tripulación: Dos
- Longitud: 6,6 m (21,7 ft)
- Envergadura: 9,5 m (31,2 ft)
- Altura: 1,7 m (5,7 ft)
- Superficie alar: 12 m² (129,2 ft²)
- Peso vacío: 225 kg (495,9 lb)
- Peso máximo al despegue: 450 kg (991,8 lb)
- Planta motriz: 1× motor lineal de 4 cilindros invertido refrigerado por aire Walter Mikron II.
  - Potencia: 46 kW (63 HP; 63 CV)
- Hélices: Bipala de paso fijo

### Rendimiento
- Velocidad máxima operativa (Vno): 200 km/h (124 MPH; 108 kt) a nivel del mar
- Velocidad crucero (Vc): 170 km/h (106 MPH; 92 kt)
- Alcance: 725 km (391 nmi; 450 mi)
- Techo de vuelo: 6000 m (19 685 ft)
- Régimen de ascenso: 2,3 m/s (449 ft/min) para 2000 m (6560 pies)
- Carga alar: 31,3 kg/m² (6,4 lb/ft²)